# Fotbal Club CFR 1907 Cluj 2025-2026
Questa voce raccoglie le informazioni riguardanti il Fotbal Club CFR 1907 Cluj nelle competizioni ufficiali della stagione 2025-2026.

## Stagione
Nella stagione 2025-2026 il CFR Cluj disputa il campionato di Liga I, dopo il secondo posto della stagione precedente.
In quanto detentrice della Cupa României, nella prima sfida dell'anno la squadra affronta il FCSB in Supercupa României, uscendo sconfitta per 2-1.
In Europa League supera i primi due turni di qualificazione battendo gli ungheresi del Paks e gli svizzeri del Lugano. Al terzo turno incontra il Braga, che ha la meglio dei rumeni in entrambi i confronti. Il CFR passa quindi in Conference League, dove agli spareggi è atteso dall'Häcken.

## Divise e sponsor
Lo sponsor tecnico per la stagione 2025-2026 è Nike, mentre il main sponsor è Don.ro.
| Casa | Trasferta | Terza divisa |

## Organigramma societario
Area direttiva
- Presidente: Pavel Cristian Balaj
- Direttore generale: Marian Băgăcean
- Team manager: Cristian Panin

Area tecnica
- Allenatore: Dan Petrescu
- Allenatori in seconda: Ovidiu Hoban, Laurențiu Rus
- Allenatore dei portieri: Mihai Ștețca
- Preparatori atletici: Cristian Dragotă, Andrei Dăngulea, Vasile Demeter

Area sanitaria
- Medico sociale: Cosmin Traian
- Fisioterapisti: Viorel Boncoi, Florin Molnar, Darius Tămaș

## Rosa
Rosa e numerazione aggiornate al 16 agosto 2025.
| N. |                               | Ruolo | Calciatore         |
| -- | ----------------------------- | ----- | ------------------ |
| 1  | Romania (bandiera)            | P     | Rareș Gal          |
| 3  | Mauritania (bandiera)         | D     | Aly Abeid          |
| 4  | Brasile (bandiera)            | D     | Léo Bolgado        |
| 5  | Kosovo (bandiera)             | C     | Drilon Islami      |
| 6  | Gambia (bandiera)             | D     | Sheriff Sinyan     |
| 7  | Liberia (bandiera)            | A     | Mohammed Kamara    |
| 8  | Romania (bandiera)            | C     | Alin Fică          |
| 9  | Romania (bandiera)            | A     | Louis Munteanu     |
| 10 | Romania (bandiera)            | C     | Ciprian Deac       |
| 11 | Romania (bandiera)            | C     | Alexandru Păun     |
| 12 | Romania (bandiera)            | P     | Mihai Pînzariu     |
| 13 | Portogallo (bandiera)         | D     | Simão Rocha        |
| 15 | Gambia (bandiera)             | A     | Muhammed Badamosi  |
| 16 | Romania (bandiera)            | C     | Ovidiu Perianu     |
| 17 | Kosovo (bandiera)             | A     | Meriton Korenica   |
| 18 | Kosovo (bandiera)             | C     | Lindon Emërllahu   |
| 19 | Macedonia del Nord (bandiera) | A     | Marko Gjorgjievski |
| 20 | Romania (bandiera)            | D     | Alexandru Țîrlea   |
| 22 | Nigeria (bandiera)            | D     | Kenneth Omeruo     |
| 23 | Francia (bandiera)            | C     | Tidiane Keita      |

| N. |                     | Ruolo | Calciatore          |
| -- | ------------------- | ----- | ------------------- |
| 24 | Romania (bandiera)  | C     | Andrei Cordea       |
| 27 | Romania (bandiera)  | D     | Matei Ilie          |
| 29 | Mali (bandiera)     | A     | Moussa Samake       |
| 30 | Ghana (bandiera)    | A     | Emmanuel Mensah     |
| 33 | Croazia (bandiera)  | D     | Antonio Bosec       |
| 44 | Moldavia (bandiera) | D     | Daniel Dumbrăvanu   |
| 45 | Romania (bandiera)  | D     | Camora (capitano)   |
| 47 | Croazia (bandiera)  | D     | Anton Krešić        |
| 49 | Romania (bandiera)  | A     | Lorenzo Biliboc     |
| 71 | Romania (bandiera)  | D     | Andrei Peteleu      |
| 73 | Croazia (bandiera)  | C     | Karlo Muhar         |
| 77 | Romania (bandiera)  | A     | Andres Sfait        |
| 86 | Romania (bandiera)  | D     | Viktor Kun          |
| 88 | Croazia (bandiera)  | C     | Damjan Đoković      |
| 89 | Romania (bandiera)  | P     | Otto Hindrich       |
| 93 | Moldavia (bandiera) | A     | Virgiliu Postolachi |
| 96 | Francia (bandiera)  | A     | Béni Nkololo        |
| 98 | Romania (bandiera)  | A     | David Ciubăncan     |
| 99 | Italia (bandiera)   | P     | Alessandro Micai    |
|    | Romania (bandiera)  | D     | Costel Avram        |

## Calciomercato

### Sessione estiva(dall'1/7 al 30/9)
| Acquisti         | Acquisti           | Acquisti          | Acquisti      |
| R.               | Nome               | da                | Modalità      |
| ---------------- | ------------------ | ----------------- | ------------- |
| P                | Alessandro Micai   | Cosenza           | svincolato    |
| D                | Antonio Bosec      | Slaven Belupo     | svincolato    |
| D                | Daniel Dumbrăvanu  | Lucchese          | svincolato    |
| D                | Anton Krešić       | Gorica            | fine prestito |
| D                | Kenneth Omeruo     |                   | svincolato    |
| C                | Drilon Islami      | Prishtina         | svincolato    |
| C                | Tidiane Keita      | Petrolul Ploiești | definitivo    |
| C                | Viktor Kun         | Unirea Dej        | fine prestito |
| C                | Karlo Muhar        | Al-Orobah         | svincolato    |
| C                | Ovidiu Perianu     | FCSB              | svincolato    |
| A                | Muhammed Badamosi  | Čukarički         | definitivo    |
| A                | Lorenzo Biliboc    | Juventus          | svincolato    |
| A                | David Ciubăncan    | Minaur Baia Mare  | fine prestito |
| A                | Andrei Cordea      | Al-Tai            | svincolato    |
| A                | Marko Gjorgjievski | Sileks            | svincolato    |
| A                | Emmanuel Mensah    | Argeș Pitești     | fine prestito |
| A                | Moussa Samake      | Reșița            | fine prestito |
| Altre operazioni |                    |                   |               |
| R.               | Nome               | da                | Modalità      |
| D                | Matija Boben       | Poli Iași         | fine prestito |
| D                | Mohamed Diomande   | Olimpia Satu Mare | fine prestito |
| D                | Ștefan Senciuc     | Venezia           | svincolato    |
| D                | Dominik Șoptirean  | Unirea Ungheni    | fine prestito |
| C                | Razak Abdullah     | CSM Sighet        | fine prestito |
| C                | Alin Ferenți       | SR Brașov         | fine prestito |
| C                | Robert Filip       | Botoșani          | fine prestito |
| C                | Kader Keïta        | Rapid Bucarest    | fine prestito |
| C                | Luca Mihai         | Gloria Buzău      | fine prestito |
| A                | Tudor Cociș        | Sănătatea Cluj    | svincolato    |
| A                | Peter Michael      | Ironi Tiberias    | fine prestito |
| A                | Valentin Serebe    | Ballkani          | fine prestito |

| Cessioni         | Cessioni              | Cessioni                  | Cessioni      |
| R.               | Nome                  | a                         | Modalità      |
| ---------------- | --------------------- | ------------------------- | ------------- |
| P                | Mihai Popa            | Torino                    | fine prestito |
| D                | Daniel Graovac        | FCSB                      | svincolato    |
| D                | Flavius Iacob         | Corvinul Hunedoara        | fine prestito |
| C                | Moustapha Name        | Pafos                     | fine prestito |
| C                | Panagiotis Tachtsidis |                           | svincolato    |
| A                | Stipe Jurić           |                           | svincolato    |
| A                | Luka Juričić          | Borac Banja Luka          | svincolato    |
| A                | Moussa Samake         | Concordia Chiajna         | prestito      |
| Altre operazioni |                       |                           |               |
| R.               | Nome                  | a                         | Modalità      |
| P                | Alexandru Borbei      | Lecce                     | fine prestito |
| D                | Matija Boben          | Celje                     | definitivo    |
| D                | Mohamed Diomande      | Olimpia Satu Mare         | svincolato    |
| D                | Ștefan Senciuc        | ASA Târgu Mureș           | prestito      |
| D                | Dominik Șoptirean     | ASA Târgu Mureș           | prestito      |
| C                | Ioan Barstan          | Univ. Cluj                | svincolato    |
| C                | Razak Abdullah        | Ceahlăul                  | prestito      |
| C                | Robert Filip          | Ceahlăul                  | svincolato    |
| C                | Kader Keïta           | Rapid Bucarest            | definitivo    |
| C                | Luca Mihai            | UTA Arad                  | svincolato    |
| C                | Răzvan Gligor         | Politehnica Iași          | prestito      |
| A                | Peter Michael         | Ironi Tiberias            | svincolato    |
| A                | Tudor Cociș           | SSU Politehnica Timișoara | prestito      |
| A                | Denis Rusu            | Santandrei                | svincolato    |
| A                | Valentin Serebe       | Ballkani                  | svincolato    |
| A                | Theo Yolou            | Ceahlăul                  | prestito      |

## Risultati

### Liga I

#### Prima fase

##### Girone di andata
| Arbitro: | Cristian Moldoveanu |

|                                 |           |              |
| Postolachi 15’ Dumbrăvanu 90+4’ | Marcatori | 45+1’ Afalna |

| Arbitro: | István Kovács |

|            |           |                |
| Koljić 47’ | Marcatori | 25’ Postolachi |

| Arbitro: | Adrian Cojocaru |

|  |           |                       |
|  | Marcatori | 42’ Sierra 53’ Sadriu |

| Arbitro: | Rareș Vidican |

|               |           |                               |
| Ilie 64’, 73’ | Marcatori | 20’, 55’ Nsimba 45’ Rădulescu |

| Miercurea Ciuc 16 ottobre 2025, ore 20:00 EEST 5ª giornata | Csíkszereda | – referto | CFR Cluj | Stadio Municipal Miercurea Ciuc |

| Arbitro: | Marcel Bîrsan |

|                                       |           |                                   |
| Emërllahu 19’ Cordea 42’ Korenica 79’ | Marcatori | 36’ Kovtalyuk 54’ Šuta 82’ Mailat |

| Galați 23 agosto 2025, ore 17:00 EEST 7ª giornata | Oțelul Galați | – referto | CFR Cluj | Stadio Oțelul |

| Cluj-Napoca 30 agosto 2025, ore 17:00 EEST 8ª giornata | CFR Cluj | – referto | FCSB | Stadio Constantin Rădulescu |

| 13 settembre 2025, ore 17:00 EEST 9ª giornata | Metaloglobus | – referto | CFR Cluj |  |

| Cluj-Napoca 20 settembre 2025, ore 17:00 EEST 10ª giornata | CFR Cluj | – referto | UTA Arad | Stadio Constantin Rădulescu |

| Cluj-Napoca 27 settembre 2025, ore 17:00 EEST 11ª giornata | U Cluj | – referto | CFR Cluj | Cluj Arena |

| Cluj-Napoca 4 ottobre 2025, ore 17:00 EEST 12ª giornata | CFR Cluj | – referto | Hermannstadt | Stadio Constantin Rădulescu |

| Ploiești 18 ottobre 2025, ore 17:00 EEST 13ª giornata | Petrolul Ploiești | – referto | CFR Cluj | Stadio Ilie Oană |

| Cluj-Napoca 25 ottobre 2025, ore 17:00 EEST 14ª giornata | CFR Cluj | – referto | Farul Costanza | Stadio Constantin Rădulescu |

| Bucarest 1 novembre 2025, ore 17:00 EET 15ª giornata | Dinamo Bucarest | – referto | CFR Cluj | Stadio Arcul de Triumf |

##### Girone di ritorno
| 8 novembre 2025, ore 17:00 EET 16ª giornata | Unirea Slobozia | – referto | CFR Cluj |  |

| Cluj-Napoca 22 novembre 2025, ore 17:00 EET 17ª giornata | CFR Cluj | – referto | Rapid Bucarest | Stadio Constantin Rădulescu |

| 29 novembre 2025, ore 17:00 EET 18ª giornata | Argeș Pitești | – referto | CFR Cluj |  |

| Craiova 6 dicembre 2025, ore 17:00 EET 19ª giornata | U Craiova | – referto | CFR Cluj | Stadio Ion Oblemenco |

| Cluj-Napoca 13 dicembre 2025, ore 17:00 EET 20ª giornata | CFR Cluj | – referto | Csíkszereda | Stadio Constantin Rădulescu |

| Botoșani 20 dicembre 2025, ore 17:00 EET 21ª giornata | Botoșani | – referto | CFR Cluj | Stadio Municipal Botoșani |

| Cluj-Napoca 17 gennaio 2026, ore 17:00 EET 22ª giornata | CFR Cluj | – referto | Oțelul Galați | Stadio Constantin Rădulescu |

| Bucarest 24 gennaio 2026, ore 17:00 EET 23ª giornata | FCSB | – referto | CFR Cluj | Arena Națională |

| Cluj-Napoca 31 gennaio 2026, ore 17:00 EET 24ª giornata | CFR Cluj | – referto | Metaloglobus | Stadio Constantin Rădulescu |

| Arad 4 febbraio 2026, ore 17:00 EET 25ª giornata | UTA Arad | – referto | CFR Cluj | Stadio Francisc von Neuman |

| Cluj-Napoca 7 febbraio 2026, ore 17:00 EET 26ª giornata | CFR Cluj | – referto | U Cluj | Stadio Constantin Rădulescu |

| Sibiu 14 febbraio 2026, ore 17:00 EET 27ª giornata | Hermannstadt | – referto | CFR Cluj | Stadio Municipal Sibiu |

| Cluj-Napoca 21 febbraio 2026, ore 17:00 EET 28ª giornata | CFR Cluj | – referto | Petrolul Ploiești | Stadio Constantin Rădulescu |

| Ovidiu 28 febbraio 2026, ore 17:00 EET 29ª giornata | Farul Costanza | – referto | CFR Cluj | Stadio Viitorul |

| Cluj-Napoca 7 marzo 2026, ore 17:00 EET 30ª giornata | CFR Cluj | – referto | Dinamo Bucarest | Stadio Constantin Rădulescu |

### UEFA Europa League

#### Fase di qualificazione
| Paks 10 luglio 2025, ore 19:00 CEST Primo Turno - Andata | Paks       | 0 – 0 referto | CFR Cluj | Paksi FC Stadion (3 916 spett.)\| Arbitro: \| Pavle Ilić \| |
| Arbitro:                                                 | Pavle Ilić |               |          |                                                             |

| Arbitro: | Kyriakos Athanasiou |

|                                 |           |  |
| Fică 35’ Munteanu 85’ Muhar 90’ | Marcatori |  |

| Thun 24 luglio 2025, ore 20:30 CEST Secondo Turno - Andata | Lugano         | 0 – 0 referto | CFR Cluj | Stockhorn Arena (941 spett.)\| Arbitro: \| Darren England \| |
| Arbitro:                                                   | Darren England |               |          |                                                              |

| Arbitro: | Allard Lindhout |

|            |           |  |
| Sinyan 96’ | Marcatori |  |

| Arbitro: | Elchin Masiyev |

|            |           |                |
| Sinyan 30’ | Marcatori | 17’, 50’ Gorby |

| Arbitro: | Sascha Stegemann |

|                           |           |  |
| Zalazar 19’ (rig.), 45+5’ | Marcatori |  |

### Supercupa României
| Arbitro: | Marian Barbu |

|                             |           |          |
| Politic 48’ Radunović 90+1’ | Marcatori | 65’ Fică |

## Statistiche

### Statistiche di squadra
Statistiche aggiornate al 16 agosto 2025 (Liga I esclusa).
| Competizione       | Competizione       | Punti | In casa | In casa | In casa | In casa | In casa | In casa | In trasferta | In trasferta | In trasferta | In trasferta | In trasferta | In trasferta | Totale | Totale | Totale | Totale | Totale | Totale | DR |
| Competizione       | Competizione       | Punti | G       | V       | N       | P       | Gf      | Gs      | G            | V            | N            | P            | Gf           | Gs           | G      | V      | N      | P      | Gf     | Gs     | DR |
| ------------------ | ------------------ | ----- | ------- | ------- | ------- | ------- | ------- | ------- | ------------ | ------------ | ------------ | ------------ | ------------ | ------------ | ------ | ------ | ------ | ------ | ------ | ------ | -- |
| Liga I             | Prima fase         |       |         |         |         |         |         |         |              |              |              |              |              |              |        |        |        |        |        |        |    |
| Cupa României      | Cupa României      | -     |         |         |         |         |         |         |              |              |              |              |              |              |        |        |        |        |        |        |    |
| Europa League      | Europa League      | -     | 3       | 2       | 0       | 1       | 5       | 2       | 3            | 0            | 2            | 1            | 0            | 2            | 6      | 2      | 2      | 2      | 5      | 4      | +1 |
| Conference League  |                    |       |         |         |         |         |         |         |              |              |              |              |              |              |        |        |        |        |        |        |    |
| Supercupa României | Supercupa României | -     | 0       | 0       | 0       | 0       | 0       | 0       | 1            | 0            | 0            | 1            | 1            | 2            | 1      | 0      | 0      | 1      | 1      | 2      | -1 |
| Totale             | Totale             | -     |         |         |         |         |         |         |              |              |              |              |              |              |        |        |        |        |        |        |    |

### Andamento in campionato

#### Prima fase
| Giornata  | 1 | 2 | 3 | 4  | 5  | 6  | 7 | 8 | 9 | 10 | 11 | 12 | 13 | 14 | 15 | 16 | 17 | 18 | 19 | 20 | 21 | 22 | 23 | 24 | 25 | 26 | 27 | 28 | 29 | 30 |
| --------- | - | - | - | -- | -- | -- | - | - | - | -- | -- | -- | -- | -- | -- | -- | -- | -- | -- | -- | -- | -- | -- | -- | -- | -- | -- | -- | -- | -- |
| Luogo     | C | T | C | C  | T  | C  | T | C | T | C  | T  | C  | T  | C  | T  | T  | C  | T  | T  | C  | T  | C  | T  | C  | T  | C  | T  | C  | T  | C  |
| Risultato | V | N | P | P  |    | N  |   |   |   |    |    |    |    |    |    |    |    |    |    |    |    |    |    |    |    |    |    |    |    |    |
| Posizione | 1 | 1 | 6 | 10 | 12 | 12 |   |   |   |    |    |    |    |    |    |    |    |    |    |    |    |    |    |    |    |    |    |    |    |    |

Legenda:

Luogo: C = Casa; T = Trasferta. Risultato: V = Vittoria; N = Pareggio; P = Sconfitta.

### Statistiche dei giocatori
Sono in corsivo i calciatori che hanno lasciato la società a stagione in corso.
Statistiche aggiornate al 16 agosto 2025 (Liga I esclusa).
| Giocatore       | Liga I   | Liga I | Liga I      | Liga I     | Cupa României | Cupa României | Cupa României | Cupa României | Europa League Conference League | Europa League Conference League | Europa League Conference League | Europa League Conference League | Supercupa României | Supercupa României | Supercupa României | Supercupa României | Totale   | Totale | Totale      | Totale     |
| Giocatore       | Presenze | Reti   | Ammonizioni | Espulsioni | Presenze      | Reti          | Ammonizioni   | Espulsioni    | Presenze                        | Reti                            | Ammonizioni                     | Espulsioni                      | Presenze           | Reti               | Ammonizioni        | Espulsioni         | Presenze | Reti   | Ammonizioni | Espulsioni |
| --------------- | -------- | ------ | ----------- | ---------- | ------------- | ------------- | ------------- | ------------- | ------------------------------- | ------------------------------- | ------------------------------- | ------------------------------- | ------------------ | ------------------ | ------------------ | ------------------ | -------- | ------ | ----------- | ---------- |
| A. Abeid        | 0        | 0      | 0           | 0          | 0             | 0             | 0             | 0             | 4+0                             | 0                               | 2+0                             | 0                               | 1                  | 0                  | 1                  | 0                  | 5        | 0      | 3           | 0          |
| C. Avram        | 0        | 0      | 0           | 0          | 0             | 0             | 0             | 0             | 0                               | 0                               | 0                               | 0                               | 0                  | 0                  | 0                  | 0                  | 0        | 0      | 0           | 0          |
| M. Badamosi     | 0        | 0      | 0           | 0          | 0             | 0             | 0             | 0             | 0                               | 0                               | 0                               | 0                               | 0                  | 0                  | 0                  | 0                  | 0        | 0      | 0           | 0          |
| L. Biliboc      | 0        | 0      | 0           | 0          | 0             | 0             | 0             | 0             | 0                               | 0                               | 0                               | 0                               | 0                  | 0                  | 0                  | 0                  | 0        | 0      | 0           | 0          |
| L. Bolgado      | 0        | 0      | 0           | 0          | 0             | 0             | 0             | 0             | 6+0                             | 0                               | 2+0                             | 0                               | 1                  | 0                  | 0                  | 0                  | 7        | 0      | 2           | 0          |
| A. Bosec        | 0        | 0      | 0           | 0          | 0             | 0             | 0             | 0             | 4+0                             | 0                               | 1+0                             | 0                               | 0                  | 0                  | 0                  | 0                  | 4        | 0      | 1           | 0          |
| M. Camora       | 0        | 0      | 0           | 0          | 0             | 0             | 0             | 0             | 6+0                             | 0                               | 0                               | 0                               | 1                  | 0                  | 1                  | 0                  | 7        | 0      | 1           | 0          |
| D. Ciubăncan    | 0        | 0      | 0           | 0          | 0             | 0             | 0             | 0             | 0                               | 0                               | 0                               | 0                               | 1                  | 0                  | 0                  | 0                  | 1        | 0      | 0           | 0          |
| A. Cordea       | 0        | 0      | 0           | 0          | 0             | 0             | 0             | 0             | 2+0                             | 0                               | 0                               | 0                               | 0                  | 0                  | 0                  | 0                  | 2        | 0      | 0           | 0          |
| C. Deac         | 0        | 0      | 0           | 0          | 0             | 0             | 0             | 0             | 0                               | 0                               | 0                               | 0                               | 1                  | 0                  | 0                  | 0                  | 1        | 0      | 0           | 0          |
| D. Dumbrăvanu   | 0        | 0      | 0           | 0          | 0             | 0             | 0             | 0             | 0                               | 0                               | 0                               | 0                               | 0                  | 0                  | 0                  | 0                  | 0        | 0      | 0           | 0          |
| D. Đoković      | 0        | 0      | 0           | 0          | 0             | 0             | 0             | 0             | 6+0                             | 0                               | 1+0                             | 0                               | 1                  | 0                  | 0                  | 0                  | 7        | 0      | 1           | 0          |
| L. Emërllahu    | 0        | 0      | 0           | 0          | 0             | 0             | 0             | 0             | 3+0                             | 0                               | 0                               | 0                               | 1                  | 0                  | 0                  | 0                  | 4        | 0      | 0           | 0          |
| A. Fică         | 0        | 0      | 0           | 0          | 0             | 0             | 0             | 0             | 6+0                             | 1+0                             | 0                               | 0                               | 1                  | 1                  | 0                  | 0                  | 7        | 2      | 0           | 0          |
| R. Gal          | 0        | 0      | 0           | 0          | 0             | 0             | 0             | 0             | 0                               | 0                               | 0                               | 0                               | 0                  | 0                  | 0                  | 0                  | 0        | 0      | 0           | 0          |
| M. Gjorgjievski | 0        | 0      | 0           | 0          | 0             | 0             | 0             | 0             | 6+0                             | 0                               | 0                               | 0                               | 1                  | 0                  | 0                  | 0                  | 7        | 0      | 0           | 0          |
| O. Hindrich     | 0        | 0      | 0           | 0          | 0             | 0             | 0             | 0             | 6+0                             | -4+0                            | 0                               | 0                               | 1                  | -2                 | 0                  | 0                  | 7        | -6     | 0           | 0          |
| M. Ilie         | 0        | 0      | 0           | 0          | 0             | 0             | 0             | 0             | 6+0                             | 0                               | 1+0                             | 0                               | 0                  | 0                  | 0                  | 0                  | 6        | 0      | 1           | 0          |
| I. Islami       | 0        | 0      | 0           | 0          | 0             | 0             | 0             | 0             | 0                               | 0                               | 0                               | 0                               | 0                  | 0                  | 0                  | 0                  | 0        | 0      | 0           | 0          |
| M. Kamara       | 0        | 0      | 0           | 0          | 0             | 0             | 0             | 0             | 2+0                             | 0                               | 0                               | 0                               | 1                  | 0                  | 0                  | 0                  | 3        | 0      | 0           | 0          |
| T. Keita        | 0        | 0      | 0           | 0          | 0             | 0             | 0             | 0             | 2+0                             | 0                               | 0                               | 0                               | 0                  | 0                  | 0                  | 0                  | 2        | 0      | 0           | 0          |
| M. Korenica     | 0        | 0      | 0           | 0          | 0             | 0             | 0             | 0             | 6+0                             | 0                               | 3+0                             | 0                               | 0                  | 0                  | 0                  | 0                  | 6        | 0      | 3           | 0          |
| A. Krešić       | 0        | 0      | 0           | 0          | 0             | 0             | 0             | 0             | 0                               | 0                               | 0                               | 0                               | 0                  | 0                  | 0                  | 0                  | 0        | 0      | 0           | 0          |
| V. Kun          | 0        | 0      | 0           | 0          | 0             | 0             | 0             | 0             | 0                               | 0                               | 0                               | 0                               | 0                  | 0                  | 0                  | 0                  | 0        | 0      | 0           | 0          |
| E. Mensah       | 0        | 0      | 0           | 0          | 0             | 0             | 0             | 0             | 2+0                             | 0                               | 0                               | 0                               | 0                  | 0                  | 0                  | 0                  | 2        | 0      | 0           | 0          |
| A. Micai        | 0        | 0      | 0           | 0          | 0             | 0             | 0             | 0             | 0                               | 0                               | 0                               | 0                               | 0                  | 0                  | 0                  | 0                  | 0        | 0      | 0           | 0          |
| K. Muhar        | 0        | 0      | 0           | 0          | 0             | 0             | 0             | 0             | 3+0                             | 1+0                             | 0                               | 0                               | 1                  | 0                  | 0                  | 0                  | 4        | 1      | 0           | 0          |
| L. Munteanu     | 0        | 0      | 0           | 0          | 0             | 0             | 0             | 0             | 4+0                             | 1+0                             | 0                               | 0                               | 0                  | 0                  | 0                  | 0                  | 4        | 1      | 0           | 0          |
| B. Nkololo      | 0        | 0      | 0           | 0          | 0             | 0             | 0             | 0             | 6+0                             | 0                               | 2+0                             | 0                               | 0                  | 0                  | 0                  | 0                  | 6        | 0      | 2           | 0          |
| K. Omeruo       | 0        | 0      | 0           | 0          | 0             | 0             | 0             | 0             | 0                               | 0                               | 0                               | 0                               | 0                  | 0                  | 0                  | 0                  | 0        | 0      | 0           | 0          |
| A. Păun         | 0        | 0      | 0           | 0          | 0             | 0             | 0             | 0             | 2+0                             | 0                               | 0                               | 0                               | 1                  | 0                  | 0                  | 0                  | 3        | 0      | 0           | 0          |
| O. Perianu      | 0        | 0      | 0           | 0          | 0             | 0             | 0             | 0             | 0                               | 0                               | 0                               | 0                               | 0                  | 0                  | 0                  | 0                  | 0        | 0      | 0           | 0          |
| A. Peteleu      | 0        | 0      | 0           | 0          | 0             | 0             | 0             | 0             | 0                               | 0                               | 0                               | 0                               | 0                  | 0                  | 0                  | 0                  | 0        | 0      | 0           | 0          |
| M. Pînzariu     | 0        | 0      | 0           | 0          | 0             | 0             | 0             | 0             | 0                               | 0                               | 0                               | 0                               | 0                  | 0                  | 0                  | 0                  | 0        | 0      | 0           | 0          |
| V. Postolachi   | 0        | 0      | 0           | 0          | 0             | 0             | 0             | 0             | 5+0                             | 0                               | 0                               | 0                               | 1                  | 0                  | 0                  | 0                  | 6        | 0      | 0           | 0          |
| S. Rocha        | 0        | 0      | 0           | 0          | 0             | 0             | 0             | 0             | 2+0                             | 0                               | 0                               | 0                               | 0                  | 0                  | 0                  | 0                  | 2        | 0      | 0           | 0          |
| M. Samake       | 1        | 0      | 0           | 0          | 0             | 0             | 0             | 0             | 1                               | 0                               | 0                               | 0                               | 0                  | 0                  | 0                  | 0                  | 2        | 0      | 0           | 0          |
| A. Sfait        | 0        | 0      | 0           | 0          | 0             | 0             | 0             | 0             | 0                               | 0                               | 0                               | 0                               | 1                  | 0                  | 1                  | 0                  | 1        | 0      | 1           | 0          |
| S. Sinyan       | 0        | 0      | 0           | 0          | 0             | 0             | 0             | 0             | 4+0                             | 2+0                             | 0                               | 0                               | 1                  | 0                  | 0                  | 0                  | 5        | 2      | 0           | 0          |
| A. Țîrlea       | 0        | 0      | 0           | 0          | 0             | 0             | 0             | 0             | 0                               | 0                               | 0                               | 0                               | 0                  | 0                  | 0                  | 0                  | 0        | 0      | 0           | 0          |